# Maculelê

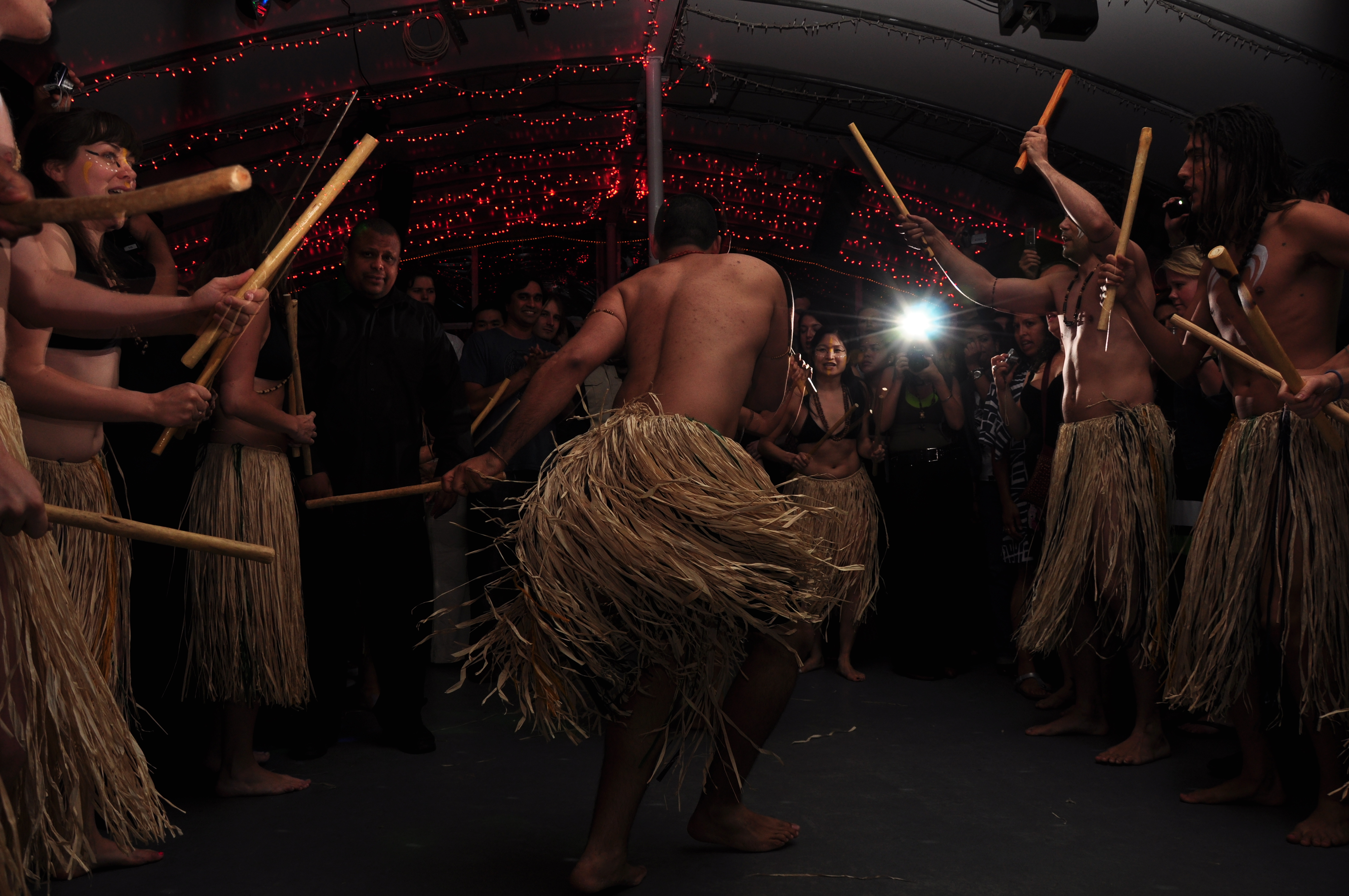
Grupa osób tańcząca maculelê

Olelê Maculelê, lub Maculelê – brazylijski taniec wywodzący się z tradycji i kultury afrykańskich niewolników.
Tańczono z pałkami (ówcześnie) i maczetami (za sprawą zabiegu uatrakcyjnienia sztuki przez syna mistrza Popó) lub trzciną cukrową i pochodniami (stara tradycja), w środowiskach wywodzących się ze społeczności afrykańskich niewolników, pracujących na plantacjach, a mieszających się kulturowo z rdzennymi Amerykanami (zwł. z grupy językowej Tupi-Guarani) na wschodnich terenach Brazylii, w bahiańskich miastach Santo Amaro i Salvador.

## Źródła tańca
Niektóre źródła podają, że taniec ten dotyczył Malês, tj. "narodu" złożonego głównie z przedstawicieli ludności o korzeniach w Imperium Mali, nazywanych przez nadnigeryjskich Joruba Malianami, a w związku z ich Islamem Imalami (Imale → Malê). Inne źródła pokazują podobieństwa do Cucumbi (inaczej Cacumbi), tańca występującego w Brazylii równolegle do Maculelê, lecz o korzeniach sięgających wioski Cacumbi/Cucumbi w północnej części Angoli. Ta druga hipoteza pasowałaby do wizerunku Caboclos de Aruanda – mieszkańców puszczy, czerpiących z ducha zmarłego rdzennego Amerykaniana i z kultury rodem z okolic Luandy, stolicy Angoli, oraz do synkretycznej (z chrześcijaństwem) religii Candomble de Caboclo, zwanej też Candomble Bantu, a składającej się w ogólności z Candomble Congo (ludów BaKongo i Cabinda, mówiących językiem kiKongo) i Candomble Angola (ludów: BaMbundu, mowiącego językiem kiMbundu i OwiMbundu, mówiącego językiem uMbundu), niestety jednocześnie hipoteza ta spotyka się z krytyką: najstarsi mieszkańcy Santo Amaro pamiętają Maculêlê jako coś podobnego do, ale odrębnego od Cucumbi.
Dziś taniec Maculelê jest częścią spuścizny brazylijskiej przekazywanej światu przez mistrzów Capoeira (słowo z grupy j. Tupi-Guarani, sztuka wywodząca się m.in. z gry N'golo – obecnej w Namibii, Angoli i Demokratycznej Republice Kongo u różnych ludów m.in. Mucupes, Mucubais, Cuanhamas, Himba, podczas ceremonii inicjacji dziewcząt, zwanej Efundula lub Ohango, tańca Bassula z luandańskej wyspy Ilha de Cabo czyli Ilha de Luanda, z Kabanguli, zw. też Kamangula, oraz z Mbundu tańca Batuque w rytm dużych bębnów), Samba de Roda (słowo „semba” wywodzi się z j. kiKongo, sztuka występuje w całej Czarnej Afryce; przodek wraz z Jambo tańca Samba), Puxada de Rede (rytuał wywodzący się z kultu kobiecego bóstwa morza i oceanu, występującego w wielu religiach Czarnej Afryki, np. kult Iemanja u Joruba). Za związkiem Maculelê z Malês przemawia fakt obecności w okolicach N'zerekore (w Gwinei, dawniej należącej do Imperium Mali) tańca z maczetami zwanego Kei-Kei. Można również przeczytać o południowo-angolańskiej wiosce Namakunde, zaciekle broniącej się za pomocą pałek przed Portugalczykami (na pamiątkę tej bitwy plac boju otoczono wbitymi w ziemię palami), czy o ludzie Makulele mieszkającym dziś w Parku Narodowym Krugera na granicy RPA, Mozambiku i Zimbabwe – co ciekawe występuje u nich legenda o młodym mężczyźnie o imieniu Makulele, który wyruszył z Portugalskiej Afryki Wschodniej (Mozambik), by zaludnić nowe ziemie w sąsiednim Transwalu. Można też spekulować na temat związku brazylijskiego Maculele z N'Oboro z Senegalu, Mayoleurs z Madagaskaru, Zulu Impi z Południowej Afryki, Koko Makaku z Kurakao, Machet'e z Jamajki, Kalenda z Trynidadu, czy nawet z Arnis Eskrima Kali z Filipin.